# Collema actinoptychum
Collema actinoptychum är en lavart som beskrevs av Nyl. Collema actinoptychum ingår i släktet Collema och familjen Collemataceae.   Inga underarter finns listade i Catalogue of Life.